# Abraham Valdelomar

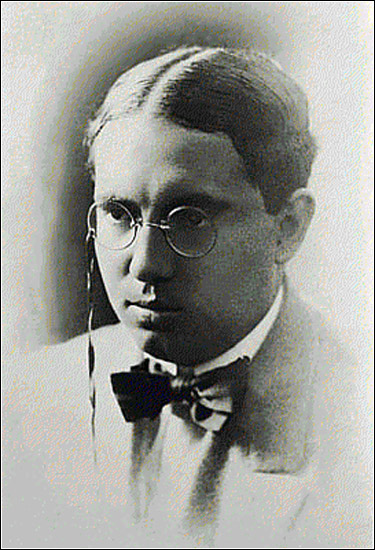
Abraham Valdelomar

Abraham Valdelomar (* 27. April 1888 in Ica, Peru; † 1919 in Ayacucho) war ein peruanischer Schriftsteller und Journalist.

## Leben
Abraham Valdelomar wurde am 27. April 1888 in Ica im Süden von Peru geboren und starb 1919 in Ayacucho, der Hauptstadt der im Süden Perus gelegenen Region Ayacucho. Er war Dichter, Poet, Chronist, Journalist, Erzähler und Theaterautor. Valdelomar gilt als einer der bedeutendsten Autoren der peruanischen Literatur des 20. Jahrhunderts. Bedeutende Autoren wie Ricardo Palma oder Gonzáles Prada übertraf er durch seinen einzigartigen individuellen Schreibstil.
Seine Kindheit verbrachte Valdelomar in Pisco, einer Hafenstadt am Pazifik, deren Lebensart und Umgebung ihn spürbar beeinflussten, was sich in seinen Gedichten, wie auch in seiner fiktionalen Prosa niederschlug.

## Werk

### Valdelomar als „escritor provinciano“
Valdelomar entdeckte für sich den in Amerika vorherrschenden Modernismus, eine durch Rubén Darío begründete literarische Strömung. Im Laufe der Entwicklung des Modernismo zeigten sich jedoch Unvereinbarkeiten im Lebenswandel und dem Schreiben der ersten Modernisten: Einerseits hatten sie ein klares Bewusstsein über ihre hispanoamerikanische Herkunft, andererseits wollten sie über Landschaften und Lebensstile schreiben, die sie sich vorstellten und nicht über die, die sie schon kannten. Valdelomar war Mitglied einer Vereinigung „postmodernistischer“ Autoren, die dem Modernismo eine provinzielle Note verliehen.
Er beschäftigte sich mit den Werken des Uruguayers Herrera y Reissig, mit dem Argentinier Lugones und dem Peruaner César Vallejo, ohne je einen direkten Kontakt mit ihnen zu haben.
Valdelomars Thema war das familiäre Leben. Seine berühmte Erzählung „El caballero Carmelo“ entstand, die 1918 in seinem Buch „El caballero Carmelo y otros cuentos“ erschien. In dieser Erzählung schildert er einen Hahn, der als Vorkämpfer im Kampf mit seinen Artgenossen steht. Hinter dieser Oberflächenhandlung verbergen sich verschlungene Familienverhältnisse und das Bild einer peruanischen Gesellschaft, die sich nur schleppend entwickelt, aber die Werte wie Solidarität, Zusammenhalt unter den Familienmitgliedern und die Verbreitung dieser Werte untereinander aufrechterhält.

### Valdelomar als „escritor cosmopolita“
Valdelomars Horizont reicht über den Horizont des kleinstädtischen, costumbristischer Autor hinaus, der weit entfernt ist von der Frontarbeit der Literatur. Er gilt als Vorkämpfer des Kosmopolitismus. Er studierte an verschiedenen Universitäten und Schulen in Guadalupe de Lima und San Marcos. Obwohl er kein Studium abschloss, entwickelte durch universitäre Kreuzzüge und die Arbeit in verschiedenen Zeitungsredaktionen eine außerordentliche Sachkenntnis.
Er ließ sich für die Politik engagieren, verpflichtete sich dem Präsidenten Guillermo Billinghurst und wurde 1912 Direktor der offiziellen Tageszeitung „El Peruano“. 1913 wurde er Sekretär der peruanischen Gesandtschaft in Italien. Der Italienaufenthalt und die europäischen Einflüsse spiegelten sich sowohl in seinem Denken als auch in seiner Literatur wider.
Nach seiner Rückkehr plante er die Gründung einer eigenen Kulturzeitschrift, arbeitete jedoch ab 1915 zunächst als Journalist in der Redaktion der Zeitung „La Prensa“ und schrieb hauptsächlich parlamentarische Chroniken von hohem literarischem Niveau. Während seiner Arbeit bei „La Prensa“ scharten bekannte Intellektuelle um ihn. Er veröffentlichte in dieser Zeit oftmals das Pseudonym „El conde de Lemos“. Damals erschien auch sein José de la Riva Agüero gewidmetes Werk „La Mariscala“ und El Caballero Carmelo.
1916 gründete Valdelomar die Literaturzeitschrift „Colónida“, in der vorrangig Postmodernisten eine Plattform für den Widerstand gegen Riva-Agüero fanden, der einen uneingeschränkten elitären und ideologischen Hispanismus unter Ablehnung aller indigenen Elemente verfocht.
Ab 1918 unternahm Valdelomar zahlreiche Rundreisen und besuchte Konferenzen im Norden und Süden des Landes. 1919 wurde er zum Repräsentanten der Region Ica beim Congreso Regional del Centro ernannt und ging nach Ayacucho, dem Sitz seines neuen Amtes. Dort erlitt er als Gast einer Gala durch einen Sturz einen Wirbelsäulenbruch und verstarb am darauffolgenden Tag.

### „El Conde de Lemos“
Neben dem Pseudonym „El Conde de Lemos“ nutzte er auch die Bezeichnung „Val del Omar“, um somit an einen alten Araber zu erinnern. Warum Valdelomar solche Pseudonyme nutzte, geht aus der Literatur nicht eindeutig hervor. Temperamentvoll, agil und extrovertiert lebte er einen öffentlichen Kult des Snobismus und des Skandals. Als Herr einer ausgezeichneten literarischen Inspiration tauchte er mit seinen Werken in die verschiedensten Literaturgenres ein.

## Genre
Valdelomar entwickelte fast alle Genres der Literatur und wertete in seinen Werken die Bedeutung der alltäglichen Dinge auf, wie der Heimat, der Provinz und die Besonderheiten der Küste. Ein Großteil seiner Werke ist durch einen gefühlvollen, nostalgischen bis intimen Ton gekennzeichnet. Dies profiliert sich in besonderem Maße in der Erzählung und im Gedicht Valdelomars. In diesen beschreibt er regelmäßig familiäre Begebenheiten seiner ländlich-dörflichen Kindheit gefesselt ans Meer und die Landschaft von Pisco. Die Inhalte sind ländlich und provinziell geprägt und vermitteln einen liebevollen, familiären Eindruck. Formal betrachtet pflegt er einen eleganten, modernen Schreibstil mit kosmopolitischem Einfluss. Dieser ist vor allem geprägt durch den Italiener Gabriele D’Annunzio, den Engländer Oscar Wilde und dem Spanier Ramón María del Valle-Inclán.
Die Bedeutung seines postmodernistischen Werkes wurzelt in der Repräsentation der provinziellen  Neuerung. Diese entwickelt sich zum Wegbegleiter der Lyrik an der Küste von Peru. Außerdem ist er bekannt als der Initiator der „cuento criollo“ und der enthüllenden Biografien, indem er lokale Themen in die Erzählung einfließen lässt.
Seine wichtigsten Werke sind:
- Erzählungen: „El Caballero Carmelo“, „Evaristo, el sauce que murió de amor“, „El hipocampo de oro“, „Los hijos del sol“, „Los ojos de Judas“, „Cuentos yanquis“, „Cuentos chinos“.
- Gedichte: Valdelomar hat verschiedene einzelne Gedichte, wie z. B. Tristitia, El hermano ausente en la cena pascual, Confiteor y Luna Park. In dem Gedichtband „Las voces múltiples (1916)“, hat er selbst verschiedene Gedichte zusammengestellt.
- Romane: „La ciudad muerta“, „La ciudad de los tísicos“, „Yerba santa“.
- Essays: „La sicología del gallinazo“, „Belmonte, el trágico“, „Con la argelina al viento“.
- dramatische Literatur: „La Mariscala“, „Verdolaga“.[6]

## Epochale Einordnung
Zusammen mit Enrique Bustamante y Ballivián und José María Eguren repräsentierte Abraham Valdelomar einen Postmodernismus, der nicht nur als ästhetische Bewegung zu betrachten war, sondern vielmehr als „[…] die Revision gewisser manieristisch gewordener stilistischer Verfahren der Modernisten in der Metrik oder im Bereich der poetischen Bilder“. Formal betrachtet reicht die Stilistik jedoch nicht aus, um hier Modernismus und Postmodernismus zu unterscheiden, ein viel wichtigerer Aspekt ist aber der inhaltliche Bestandteil, denn das Ziel der Modernisten ist es, wie in jeder literarischen Strömung, eine spezifische Schreibkultur mit Wiedererkennungswert zu etablieren.

## Schreibstil und Grundannahmen im Werk Valdelomars
Hinter den Geheimnissen und Fragen des Menschen steht immer das Verlangen nach Neuerung, Weiterentwicklung und Erfahrung des eigentlichen Lebenssinns. Doch im Leben eines jeden Lebewesens gibt es Licht und Schatten und somit bleiben immer auch unbeantwortete Fragen. Der Mensch wird geboren, durchläuft seine psycho-biologische Existenz und stirbt. Dies bildet eine Basis, die allen Menschen gemein ist. Er gebraucht Geist und Sinne, um die Welt, die ihn umgibt, zu erforschen, zu klassifizieren und vor allem zu verstehen. Die Sinne des Menschen sind in ihrer Beschaffenheit begrenzt, reichen aber aus um die eigene komplexe Realität wahrzunehmen. Und doch begrenzt der Mensch seine Realität oft selbst, weil er das Spektrum seiner Sinne nicht ausreichend zu nutzen weiß.
Der Schreibstil Valdelomars erscheint in seinen Erzählungen rural und provinziell. Erinnerungen an Familie und Kindheit sind ein wichtiger Bestandteil seines Werkes. Sie verleihen den Erzählungen oftmals einen nostalgischen Charakter und betonen den Begriff „Heimat“. Abraham Valdelomar wählt mit Vorliebe exotische und überspitzte Themen, die er mit ländlichem bis pastoralem Charme bevorzugt in Form von kurzen Erzählungen gestaltet.

## Charakteristik der Literatur Valdelomars
1. Er ist der Initiator der „cuento criollo“ mit den Erzählungen „El Caballero Carmelo“, „Yerba santa“ und anderen.
2. Seine Gedichte und Prosatexte haben einen familiären Sprachstil, mit angenehmen und weniger erfreulichen Erinnerungen an Kindheit, Elternhaus und die Nähe zu Meer und Landschaft.
3. Er beschreibt äußerst genau und traditionell Situationen, Landschaften und Personen.
4. Seine Sprache ist deutlich, ausdrucksstark und kurz, so bringt er den Leser in die Welt des Erzählten.[5]

## Werkausgabe
- Abraham Valdelomar: Obras, herausgegeben von Luis Alberto Sánchez und Ismael Pinto Vargas. 2 Bände, Fundación del Banco Continental para el Fomento de la Educación, Lima 1988.